# Hambletonia roseni
Hambletonia roseni är en stekelart som beskrevs av Sharkov och Woolley 1997. Hambletonia roseni ingår i släktet Hambletonia och familjen sköldlussteklar.
Artens utbredningsområde är:
- Costa Rica.
- Panama.

Inga underarter finns listade i Catalogue of Life.